# Chêne-Bougeries
Chêne-Bougeries és un municipi suís del cantó de Ginebra. Està separada de Ginebra pel riu Arve.